# Кубок володарів Кубків з хокею на траві (жінки)
Кубок володарів Кубків європейських країн з хокею на траві (англ. EuroHockey Cup Winners Cup) — це змагання з хокею на траві серед жінок для клубів–володарів національних кубків європейських країн, яке існувало з 1991 по 2009 рік.

## Призери
| 1991 | Вассенаар, Голландія | «Рітм» (Гродно)      | «Саттон Колдфілд»     |
| 1992 | Вюхт, Голландія      | «Саттон Колдфілд»    | «МОП»                 |
| 1993 | Бірмінгем, Англія    | «ХГК»                | «Хайтаун»             |
| 1994 | Кардіфф, Уельс       | «Байєр» (Леверкузен) | «СКІФ» (Москва)       |
| 1995 | Гронінген, Голландія | «Рюссельшаймер»      | «Слау»                |
| 1996 | Роттердам, Голландія | «Хайтаун»            | «Берлінер» (Берлін)   |
| 1997 | Кампонг, Голландія   | «Кампонг»            | «Іпсвіч»              |
| 1998 | Лювен, Бельгія       | «Амстердам»          | «Динамо» (Суми)       |
| 1999 | Тарраса, Іспанія     | «Амстердам»          | «Берлінер» (Берлін)   |
| 2000 | Кельн, Німеччина     | «Рот-Вайс» (Кельн)   | «Амстердам»           |
| 2001 | Рома, Італія         | «Амстердам»          | «Кліппер»             |
| 2002 | Оренсе, Іспанія      | «Роттердам»          | «Лестер»              |
| 2003 | Роттердам, Голландія | «Роттердам»          | «Сінтез» (Дзерджинск) |
| 2004 | Ларен, Голландія     | «Ларен»              | «Кантербері»          |
| 2005 | Кельн, Німеччина     | «Амстердам»          | «Челмсфорд»           |
| 2006 | Едінбург, Шотландія  | «Амстердам»          | «Рот-Вайс» (Кельн)    |
| 2007 | Мадрид, Іспанія      | «Вілла де Мадрид»    | «Рот-Вайс» (Кельн)    |
| 2008 | Париж, Франція       | «Берлінер» (Берлін)  | «Слау»                |
| 2009 | Манчестер, Англія    | «Амстердам»          | «Вілла де Мадрид»     |